# Naxa
Naxa is een geslacht van vlinders van de familie spanners (Geometridae), uit de onderfamilie Orthostixinae.

## Soorten
- N. angustaria Leech, 1897
- N. craspedota Prout, 1924
- N. cuneicincta Herbulot, 1989
- N. guttulata Warren, 1894
- N. obliterata Warren, 1893
- N. seriaria Motschulsky, 1866
- N. textilis Walker, 1856